# Mandat britànic de Palestina
El Mandat britànic de Palestina fou una entitat geopolítica que va existir entre 1920 i 1948 a la regió de Palestina sota els termes del Mandat de la Societat de Nacions per a Palestina.
Durant la Primera Guerra Mundial (1914–1918), una rebel·lió àrab contra el domini de l'otomà i la Força Expedicionària Egípcia de l'Imperi Britànic, capitanejada pel general Edmund Allenby, va expulsar els turcs otomans del Llevant, en el marc de la Campanya del Sinaí i Palestina. El Regne Unit s'havia mostrat d'acord, mitjançant la Correspondència McMahon-Hussein, a afavorir la independència dels àrabs si aquests es revoltaven contra els otomans, però tots dos bàndols van fer interpretacions diferents d'aquests acords i final el Regne Unit i França van dividir el territori segons els acords de Sykes-Picot, considerats com un acte de traïció per part dels àrabs.
Per a acabar de complicar encara més la situació, la Declaració Balfour de 1917 prometia el suport britànic a una llar nacional per al poble jueu a Palestina. Quan va acabar la guerra, britànics i els francesos van establir una administració del territori enemic ocupat en condomini conjunt al que havia estat la Síria otomana. Els britànics, a més, van aconseguir legitimar el seu control sobre el territori en obtenir un Mandat de la Societat de Nacions el juny de 1922. L'objectiu formal del sistema de mandats de la Societat de Nacions era administrar aquelles parts de la Partició de l'Imperi Otomà que havien estat sota el seu control al Pròxim Orient des del segle xvi, «fins aquell moment en què siguin capaces de mantenir-se per si mateixes».
L'administració civil del mandat es va formalitzar quan la Societat de Nacions va consentir, el 1923, la creació del Mandat britànic de Palestina, que consistia en dues àrees administratives: la regió situada a l'oest del riu Jordà, coneguda com a Palestina i sota administració directe britànica fins al 1948; i el territori situat a l'est del Jordà, una regió semiautònoma coneguda com a Transjordània, dirigida per la família haiximita de Hijaz, que va aconseguir la independència el 1946.
Durant el mandat, la zona va contemplar successives onades d'immigració jueva i l'augment de moviments nacionalistes tant a la comunitat jueva com a l'àrab. Els interessos nacionals en competició de les poblacions àrab i jueva de Palestina entre elles i contra les autoritats britàniques governants van provocar la Gran Revolta àrab de 1936-1939 al mandat de Palestina i la insurgència jueva, que va culminar en la Guerra Civil durant el Mandat Britànic de Palestina. El Pla de les Nacions Unides per a la partició de Palestina per dividir el territori en dos estats, un d'àrab i un de jueu, es va aprovar el novembre de 1947. La guerra arabo-israeliana de 1948 va acabar amb el territori del Mandat de Palestina dividit entre l'Estat d'Israel, el Regne Haiximita de Jordània, que es va annexionar territori a la riba occidental del riu Jordà, i el Regne d'Egipte, que va establir el "Protectorat de Palestina" a la Franja de Gaza.

## Etimologia
El nom donat al territori del Mandat era "Palestina", d'acord amb l'ús local palestí àrab i otomà així com les tradicions europees. La carta del Mandat estipulava que la Palestina Mandatària tindria tres idiomes oficials, a saber, l'anglès, l'àrab i l'hebreu.
El 1926, les autoritats britàniques van decidir formalment utilitzar els equivalents tradicionals àrab i hebreu del nom anglès, és a dir, filasţīn (فلسطين) i pālēśtīnā (פּלשׂתינה) espectivament. El lideratge jueu va proposar que el nom hebreu propi hauria de ser ʾĒrēts Yiśrāʾel (ארץ ישׂראל, Terra d'Israel). El compromís final va ser afegir les inicials del nom proposat en hebreu, àlef-iod, entre parèntesis (א״י), sempre que el nom del Mandat s'esmentés en hebreu als documents oficials. El lideratge àrab va veure aquest compromís com una violació dels termes del mandat. Alguns polítics àrabs van suggerir "Síria meridional" (سوريا الجنوبية) com a nom àrab. Les autoritats britàniques van rebutjar aquesta proposta; segons l'Acta de la novena sessió de la Comissió de Mandats Permanents de la Societat de Nacions:
| « | (anglès) Colonel Symes explained that the country was described as «Palestine» by Europeans and as «Falestin» by the Arabs. The Hebrew name for the country was the designation «Land of Israel», and the Government, to meet Jewish wishes, had agreed that the word «Palestine» in Hebrew characters should be followed in all official documents by the initials which stood for that designation. As a set-off to this, certain of the Arab politicians suggested that the country should be called «Southern Syria» in order to emphasise its close relation with another Arab State. | (català) El coronel Symes va explicar que el país era descrit com a «Palestina» pels europeus i com a «Falestina» pels àrabs. El nom hebreu del país era la designació «Terra d'Israel», i el Govern, per tal de satisfer els desitjos jueus, havia acordat que la paraula «Palestina», en caràcters hebreus, hauria d'anar seguida, en tots els documents oficials, per les inicials que representaven aquesta designació. Com a compensació d'això, alguns polítics àrabs van suggerir que el país s'anomenés «Síria meridional» per emfatitzar la seva estreta relació amb un altre estat àrab. | » |
| — | | |   |

El terme anglès mandate, i el seu equivalent català, mandat, indiquen que l'estatus jurídic de l'entitat deriva d'un mandat de la Societat de Nacions; no està relacionat amb el sentit d'ordre o prescrit.

## Història

### Dècada del 1920

Bandera de l'Alt Comissionat

Després de l'arribada dels britànics, els habitants àrabs van establir associacions musulmanes-cristianes a totes les ciutats principals.El 1919 es van unir per celebrar el primer Congrés Àrab de Palestina a Jerusalem.Estava dirigit principalment al govern representatiu i a l'oposició a la Declaració Balfour de 1917.Paral·lelament, el març del 1918 es va formar la Comissió Sionista, i es va activar en la promoció dels objectius sionistes a Palestina. El 19 d'abril de 1920, van tenir lloc les eleccions de l'Assemblea de Representants de 1920 per a l'Assemblea de Representants de la comunitat jueva palestina.
El març de 1920, els comandos àrabs es van topar amb una forta resistència a la batalla de Tel Hai per part dels defensors jueus, liderats per Joseph Trumpeldor retardant l'avanç àrab, i acabant amb les aspiracions franceses sobre l'Alta Galilea. Durant la celebració de Nabi Musa, la multitud àrab, empesa a la violència per diversos líders nacionalistes va atacar la població jueva de Jerusalem, causant una desena de morts i prop de 250 ferits en la primera gran manifestació de violència entre les comunitats àrab i jueva de Palestina en el context del conflicte nacionalista que els oposa. Va empènyer els jueus a desenvolupar la seva pròpia organització de defensa: la Haganà.
El juliol de 1920, una administració civil britànica encapçalada per l'Alt Comissionat per a Palestina i Transjordània va substituir l'administració militar. El primer alt comissari, Herbert Louis Samuel, sionista i recentment ministre del gabinet britànic, va arribar a Palestina el 20 de juny de 1920 per assumir el seu nomenament l'1 de juliol. Samuel va establir la seva seu i la seva residència oficial a una part del complex de l'Hospital Augusta Victòria a la muntanya Scopus, al que llavors era l'extrem nord-est de Jerusalem, un edifici que havia estat construït pels alemanys cap al 1910. Danyat per un terratrèmol el 1927, aquest edifici va servir com a seu i residència oficial dels alts comissionats britànics fins al 1933. Aquell any, es va completar una nova seu i una residència oficial per a l'Alt Comissionat construïda expressament al que llavors era l'extrem sud-est de Jerusalem. Conegut com a Armon HaNetziv per la població jueva, aquest edifici, situat al "Turó del Mal Consell" a la carena de Jabel Mukaber, va romandre en ús com a seu i residència oficial dels alts comissionats britànics fins a finals de govern britànic el 1948.

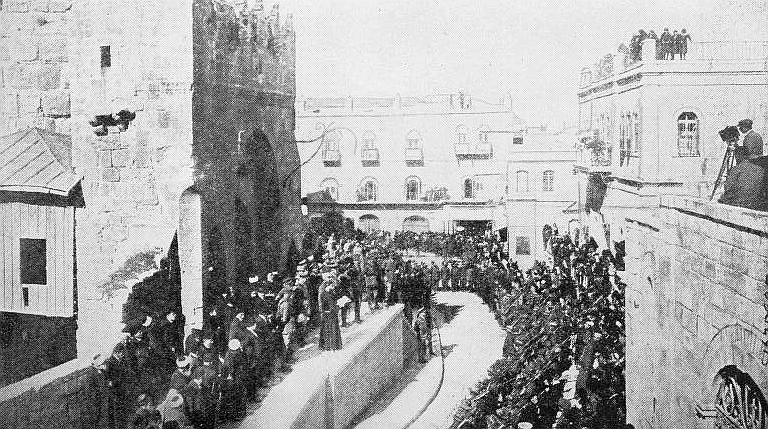
Traspàs formal de Jerusalem al domini britànic, amb un "sacerdot natiu" llegint la proclamació des de les escales de la Torre de David.

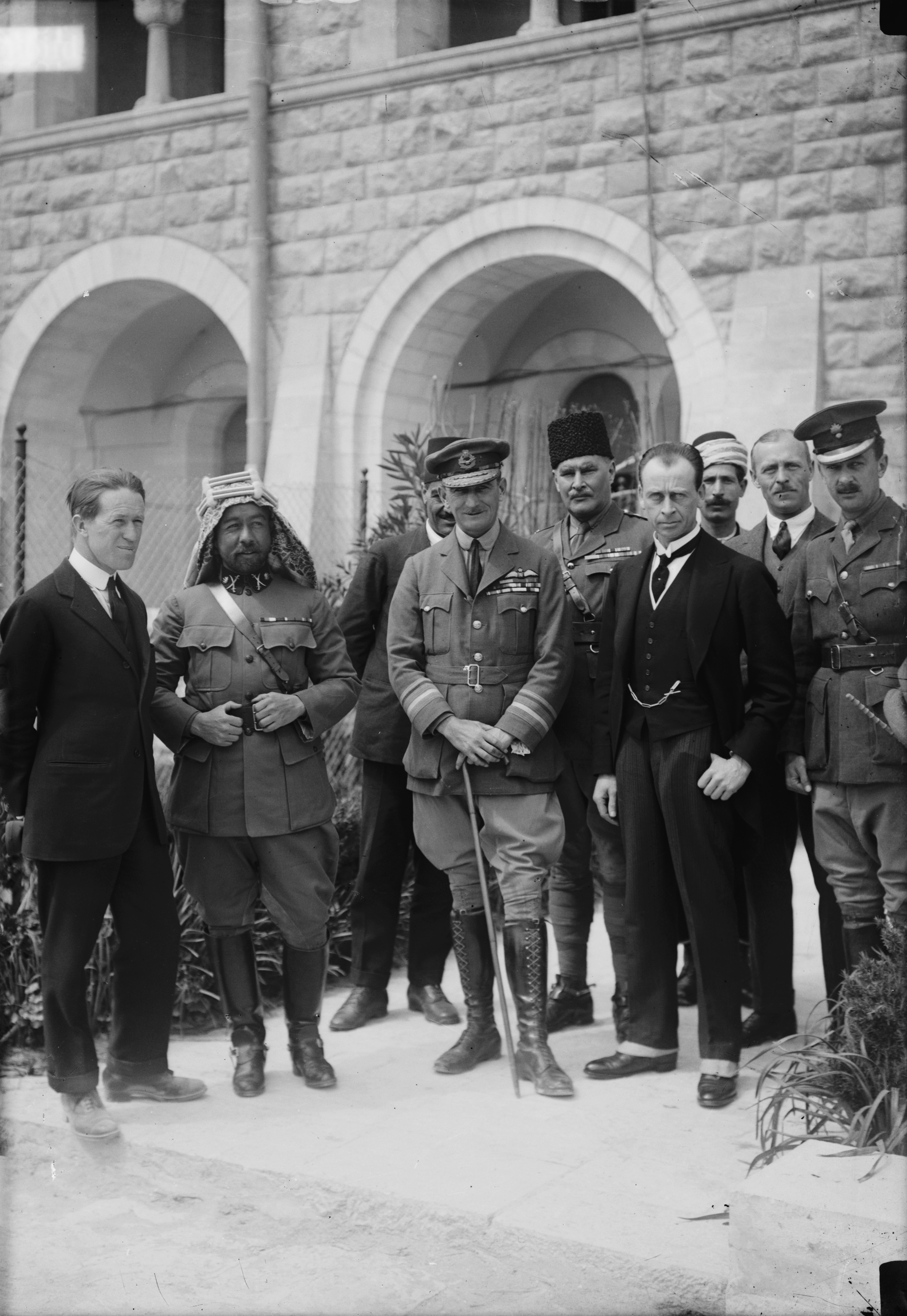
Arribada de Sir Herbert Louis Samuel. D'esquerra a dreta: Thomas Edward Lawrence, l'emir Abd-Al·lah, el mariscal de l'aire Sir Geoffrey Salmond, Sir Wyndham Deedes i altres

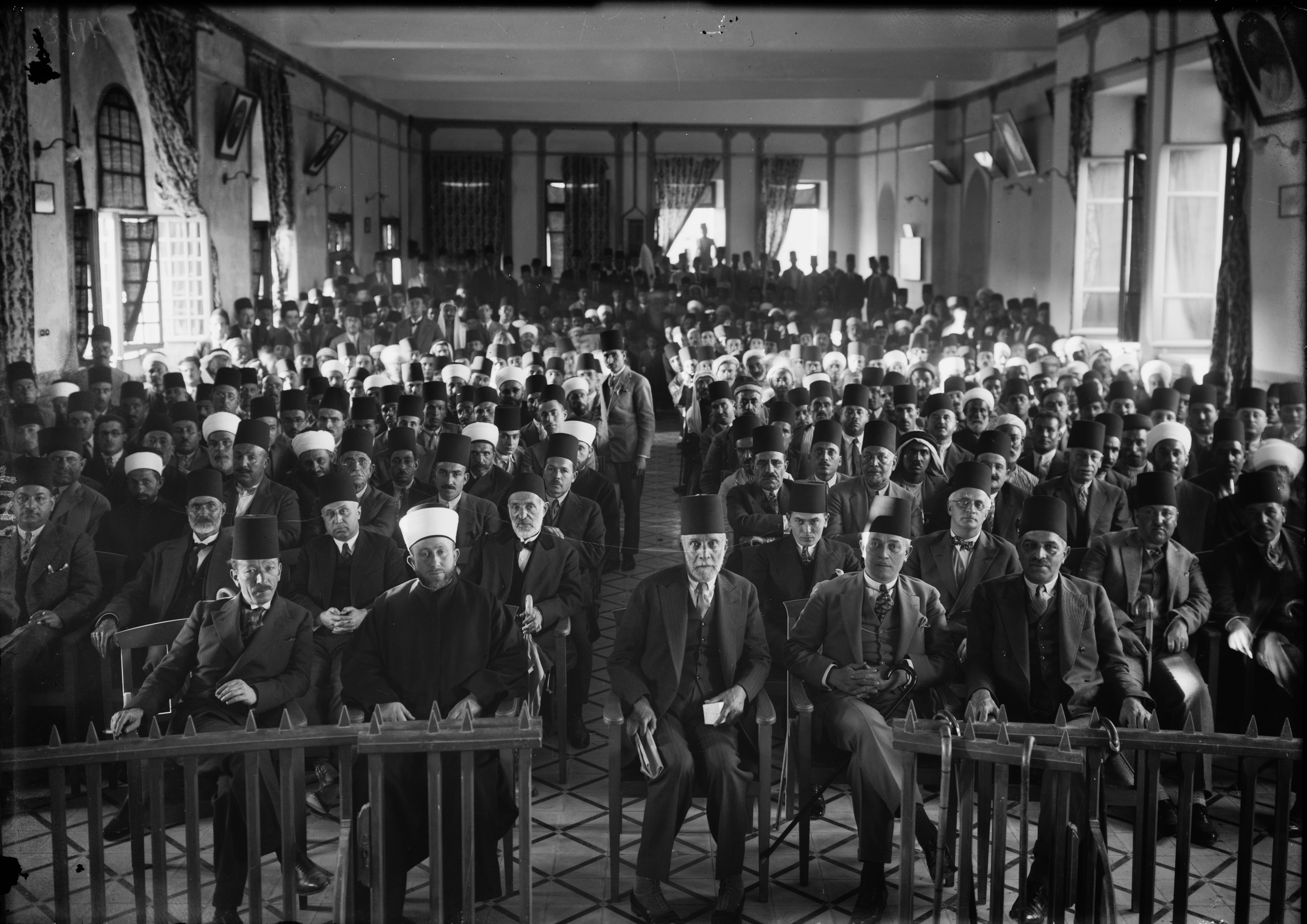
Una "reunió de protesta" àrab en sessió, a la sala Rawdat el Maaref, 1929. D'esquerra a dreta: desconegut – Amin al-Husayni – Musa al-Husayni – Raghib al-Nashashibi – desconegut

Una de les primeres accions de l'administració civil acabada d'instal·lar va ser començar a atorgar concessions del Govern Mandatari sobre actius econòmics clau. El 1921 el govern va concedir a Pinhas Rutenberg, un empresari jueu, concessions per a la producció i distribució d'energia elèctrica. Rutenberg aviat va establir una companyia elèctrica els accionistes de la qual eren organitzacions sionistes, inversors i filantrops. Els àrabs palestins ho van veure com una prova que els britànics pretenien afavorir el sionisme. L'administració britànica afirmava que l'electrificació milloraria el desenvolupament econòmic del país en el seu conjunt, alhora que asseguraria el seu compromís de facilitar una Llar Nacional Jueva a través de mitjans econòmics, més que polítics.
El maig de 1921, vora 100 persones van morir en els disturbis a Jaffa després que una baralla entre els manifestants d'esquerra jueus rivals fos seguida per atacs dels àrabs contra els jueus. L'alt comissionat Samuel va intentar establir institucions autònomes a Palestina, tal com exigia el mandat, però els dirigents àrabs es va negar a cooperar amb qualsevol institució que inclogués la participació jueva.Quan Kamil al-Husayni, el Gran Muftí de Jerusalem, va morir el març de 1921, l'Alt Comissionat Samuel va nomenar al seu mig germà, Mohammad Amin al-Husseini, per al càrrec. Amin al-Husseini, membre del clan al-Husayni de Jerusalem, era un líder nacionalista àrab i musulmà. Com a Gran Muftí, així com en els altres càrrecs influents que va ocupar durant aquest període, al-Husseini va tenir un paper clau en l'oposició violenta al sionisme. El 1922, al-Husseini va ser elegit president del Consell Suprem Musulmà que havia estat establert per Samuel el desembre de 1921. El Consell controlava els fons del waqf, per valor anual de desenes de milers de lliures, i els fons dels orfes, per valor anual d'unes 50.000 lliures, en comparació amb les 600.000 lliures del pressupost anual de l'Agència Jueva per la Terra d'Israel exclosos els fons per a la compra de terres A més, controlava els tribunals islàmics a Palestina. Entre altres funcions, aquests tribunals tenien la facultat de nomenar mestres i predicadors.
L'Order in Council de Palestina de 1922 va establir un Consell Legislatiu, que havia de constar de 23 membres: 12 elegits, 10 nomenats i l'Alt Comissionat. Dels 12 membres triats, vuit havien de ser àrabs musulmans, dos àrabs cristians i dos jueus. Els àrabs van protestar contra la distribució dels escons, amb l'argument que, en constituir el 88% de la població, tenir només el 43% dels escons era injust.Les eleccions van tenir lloc al febrer i març de 1923, però a causa d'un boicot àrab, els resultats van ser anul·lats i es va establir un Consell Assessor de 12 membres.

Partició del mandat pel Riu Jordà

El mandat britànic va entrar oficialment en vigor el 24 de juliol de 1922. Els britànics van decidir dividir el territori en dues parts: la part a l'oest del riu Jordà passà a anomenar-se «Palestina» i la part a l'est «Transjordània». L'abril de 1923, els britànics van reconèixer l'emir Abd-Al·lah, com a monarca legítim de Transjordània, cosa que limità la "llar" dels jueus a la part occidental del riu Jordà. En el Primer Congrés Mundial de Dones Jueves que es va celebrar a Viena, Àustria, l'any 1923, es va decidir que: "Sembla, doncs, que és el deure de tots els jueus cooperar en la reconstrucció socioeconòmica de Palestina i ajudar a l'assentament dels jueus en aquest país". L'octubre de 1923, Gran Bretanya va proporcionar a la Societat de Nacions un informe sobre l'administració de Palestina per al període 1920-1922, que cobria el període anterior al mandat. L'agost de 1929 es van produir aldarulls en què van morir 250 persones.

### Dècada de 1930: insurgència armada àrab
El 1930, el xeic Izz ad-Din al-Qassam va arribar a Palestina des de Síria, aleshores part del Mandat francès per Síria i el Líban, i va organitzar i establir la Mà Negra, una organització militant antisionista i anti-britànica. Va reclutar i organitzar l'entrenament militar dels camperols, i el 1935 havia allistat entre 200 i 800 homes. Van fer servir bombes i armes de foc contra els colons sionistes i van vandalitzar els horts de colons i les línies ferroviàries construïdes pels britànics. El novembre de 1935, dos dels seus homes es van veure involucrats en un tiroteig amb una patrulla de la Policia Palestina per perseguia lladres de fruites i un policia va ser assassinat. Després de l'incident, la policia colonial britànica va iniciar una recerca i va envoltar al-Qassam en una cova prop de Ya'bad. Al tiroteig posterior, al-Qassam va ser abatut.

#### La revolta àrab

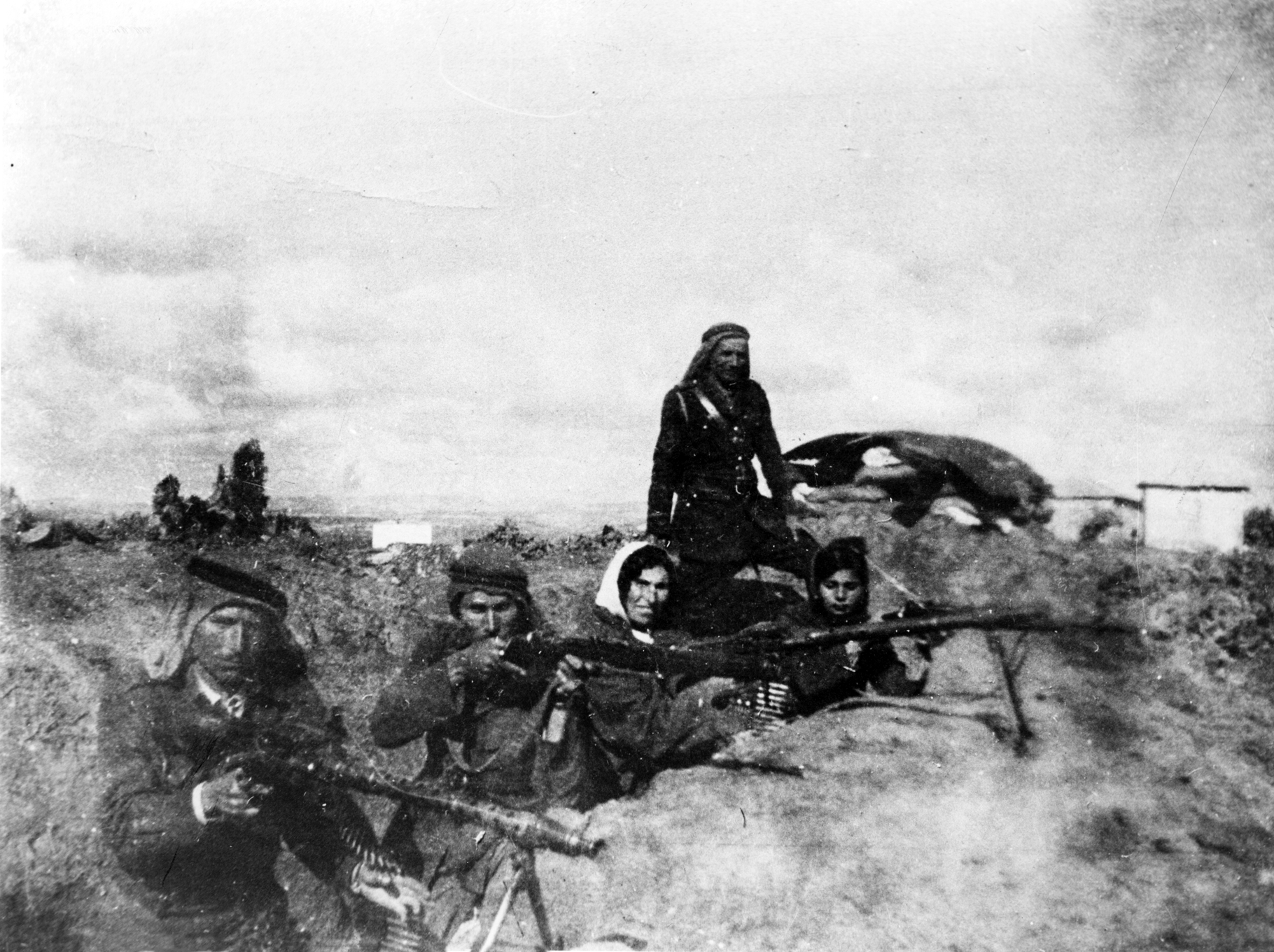
Revolta àrab contra els britànics

La mort d'al-Qassam el 20 de novembre de 1935 va generar una indignació generalitzada a la comunitat àrab. Enormes multituds van acompanyar el cos de Qassam a la seva tomba a Haifa. Uns mesos més tard, l'abril de 1936, va esclatar la vaga general nacional àrab. La vaga va durar fins a l'octubre de 1936, instigada pel Comitè Superior Àrab, encapçalat per Amin al-Husseini. Durant l'estiu d'aquell any, milers d'hectàrees i horts de conreu jueu van ser destruïts. Els civils jueus van ser atacats i assassinats, i algunes comunitats jueves, com les de Beisan (Bet-Xean) i Acre, van fugir a zones més segures. La violència va disminuir durant aproximadament un any mentre els britànics van enviar la Comissió Peel a investigar.
Durant les primeres etapes de la Revolta àrab, a causa de la rivalitat entre els clans d'al-Husseini i Nashashibi entre els àrabs palestins, Raghib Nashashibi es va veure obligat a fugir a Egipte després de diversos intents d'assassinat ordenats per Amin al-Husseini.
Després del rebuig àrab de la recomanació de la Comissió Peel, la revolta es va reprendre a la tardor de 1937. Durant els següents 18 mesos, els britànics van perdre Nablus i Hebron. Les forces britàniques, amb el suport de 6.000 policies auxiliars jueus armats, va reprimir els disturbis generalitzats amb una força aclaparadora. L'oficial britànic Orde Wingatee (que donava suport a un renaixement sionista per motius religiosos) va organitzar esquadrons especials nocturns formats per soldats britànics i voluntaris jueus com Yigal Al·lon, que "va aconseguir èxits significatius contra els rebels àrabs a la baixa Galilea i a la vall de Jizreel" fent incursions a pobles àrabs L'Irgun, un grup de milícies jueves, va utilitzar la violència també contra civils àrabs com a "actes de represàlia", atacant mercats i autobusos .
Quan la revolta va concloure el març de 1939, més de 5.000 àrabs, 400 jueus i 200 britànics havien estat assassinats i almenys 15.000 àrabs van resultar ferits. En total, el 10% de la població masculina àrab adulta va ser assassinada, ferida, empresonada o exiliada. De 1936 a 1945, mentre establien acords de seguretat de col·laboració amb l'Agència Jueva, els britànics van confiscar 13.200 armes de foc als àrabs i 521 armes als jueus.
Els atacs a la població jueva per part dels àrabs van tenir tres efectes duradors: en primer lloc, van provocar la formació i el desenvolupament de milícies clandestines jueves, principalment la Haganà, que havien de resultar determinants el 1948. En segon lloc, va quedar clar que ambdues comunitats no es podien conciliar, i va néixer la idea de la partició. En tercer lloc, els britànics van respondre a l'oposició àrab amb el Llibre Blanc de 1939, que va restringir severament la compra de terres i la immigració jueva. Tanmateix, amb l'arribada de la Segona Guerra Mundial, ni tan sols es va assolir aquesta quota reduïda d'immigració. La mateixa política del Llibre Blanc va radicalitzar segments de la població jueva, que després de la guerra ja no cooperarien amb els britànics.
La revolta també va tenir un efecte negatiu en el lideratge àrab palestí, la cohesió social i les capacitats militars i va contribuir al resultat de la guerra de 1948 perquè "quan els palestins es van enfrontar al seu repte més fatídic el 1947-49, encara patien la repressió britànica. de 1936-1939, i en efecte no tenien cap lideratge unificat. De fet, es podria argumentar que pràcticament no tenien cap lideratge".

#### Propostes de partició

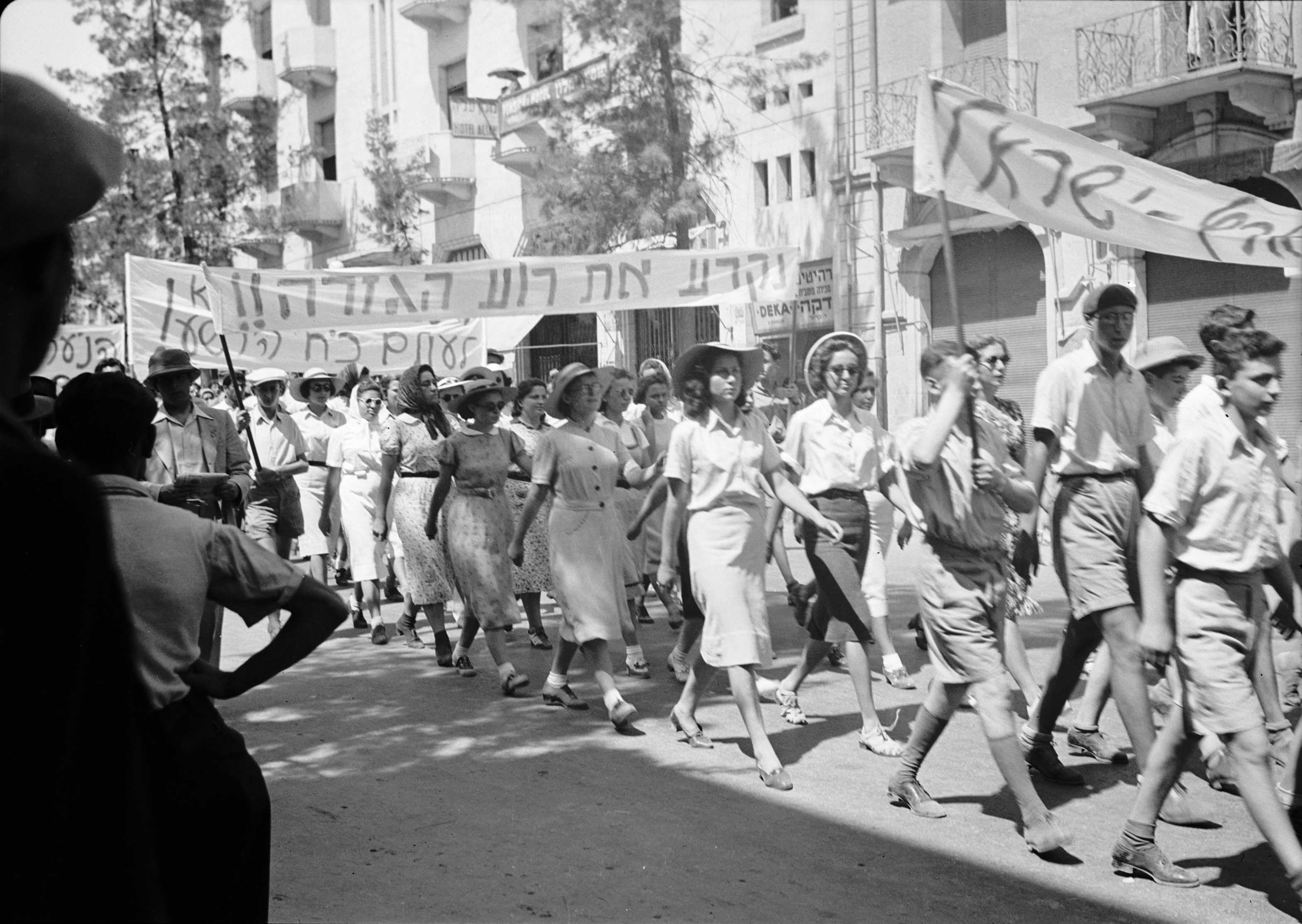
Manifestació jueva contra el Llibre Blanc a Jerusalem el 1939

El 1937, la Comissió Peel va proposar una partició entre un petit estat jueu, la població àrab del qual s'hauria de transferir, i un estat àrab que s'uniria a l'emirat de Transjordània, que també formant part del mandat per a Palestina, una proposta rebutjada totalment pels àrabs. Els dos principals líders jueus, Chaim Weizmann i David Ben-Gurion, havien convençut el Congrés sionista d'aprovar de manera equívoca les recomanacions de Peel com a base per a més negociacions. En una carta al seu fill l'octubre de 1937, Ben-Gurion va explicar que la partició seria un primer pas per a "la possessió de la terra en el seu conjunt". El mateix sentiment va ser registrat per Ben-Gurion en altres ocasions, com en una reunió de l'executiu de l'Agència Jueva per la Terra d'Israel el juny de 1938, així com per Chaim Weizmann.
Després de la Conferència de Londres del febrer i març de 1939, el govern britànic va publicar un Llibre blanc que proposava un límit a la immigració jueva des d'Europa, restriccions a la compra de terres jueves i un programa per a la creació d'un estat independent per substituir el Mandat en deu anys. Això va ser vist pel Yixuv com una traïció dels termes obligatoris, especialment a la llum de la creixent persecució dels jueus a Europa. En resposta, els sionistes van organitzar Aliyah Bet, un programa d'immigració il·legal a Palestina. Lehi, un petit grup de sionistes extremistes, va fer atacs armats contra les autoritats britàniques a Palestina. Tanmateix, l'Agència Jueva, que representava el lideratge sionista principal i la majoria de la població jueva, encara esperava persuadir Gran Bretanya perquè permetés la reinici de la immigració jueva i va cooperar amb Gran Bretanya durant la Segona Guerra Mundial.

## Segona Guerra Mundial

### Activitat aliada i de l'Eix
El 10 de juny de 1940, durant la Segona Guerra Mundial, el Regne d'Itàlia va declarar la guerra a l'Imperi Britànic i es va fer costat a l'Alemanya nazi. Al cap d'un mes, la Regia Aeronautica va atacar Palestina des de l'aire i va bombardejar Tel-Aviv i Haifa, fet va causar 107 víctimes mortals.
L'any 1942, hi va haver un període de gran preocupació per als Yixuv, quan les forces alemanyes del general Erwin Rommel van avançar cap a l'est a través del nord d'Àfrica cap al canal de Suez, fent témer que conquerís Palestina. Aquest període es coneixia com els "200 dies de por". Aquest esdeveniment va ser la causa directa de la fundació, amb el suport britànic, del Palmah, una unitat regular altament entrenada pertanyent a la Haganà.
Com en la majoria del món àrab, no hi havia unanimitat entre els àrabs palestins quant a la seva posició respecte als combatents a la Segona Guerra Mundial. Diversos líders i personatges públics van veure una victòria de les potències de l'Eix com el resultat probable i una manera de recuperar Palestina dels sionistes i els britànics. Encara que els àrabs no eren molt considerats per la teoria racial nazi, els nazis van encoratjar el suport àrab com a contraposició a l'hegemonia britànica. En l'aniversari de la Declaració Balfour de 1917 el 1943, el Reichsführer-SS Heinrich Himmler i el ministre d'Afers Exteriors Joachim von Ribbentrop van enviar telegrames de suport al Gran Muftí de Jerusalem Amin al-Husayni, per llegir en veu alta per a una emissió de ràdio a una concentració de simpatitzants. a Berlín. D'altra banda, fins a 12.000 àrabs palestins, amb el suport de moltes figures destacades com els alcaldes de Nablus i Gaza i mitjans com "Radio Palestine" i el destacat diari Falastin, amb seu a Jaffa, es van oferir voluntaris per unir-se i lluitar pels britànics, amb molts servint en unitats que també incloïen jueus de Palestina. 120 dones palestines també van servir com a part del "Servei Territorial Auxiliar". No obstant això, aquesta història ha estat menys estudiada, ja que les fonts israelianes es van centrar més en l'estudi del paper jugat pels soldats jueus, i les fonts palestines "no tenien ganes de glorificar els noms d'aquells que van cooperar amb la Gran Bretanya no tants anys després que els britànics van caure. la revolta àrab de 1936-1939 i, per tant, indirectament va ajudar els jueus a establir un estat."

### Mobilització

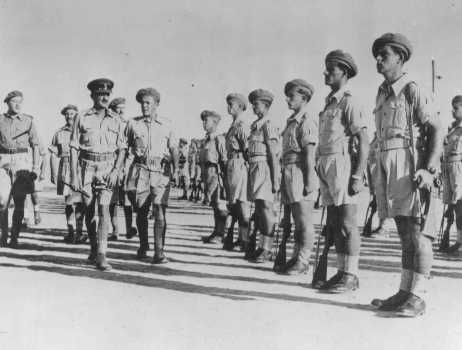
El brigadier Ernest Benjamin, comandant de la Brigada Jueva, inspecciona el 2n Batalló a Palestina, octubre de 1944.

El 3 de juliol de 1944, el govern britànic va consentir l'establiment d'una Brigada Jueva dins de l'exèrcit britànic, amb oficials superiors jueus i també no jueus triats a dit. El 20 de setembre de 1944, un comunicat oficial de l'Oficina de Guerra va anunciar la formació del Grup de Brigades Jueves de l'Exèrcit Britànic. Aleshores, la Brigada Jueva es va instal·lar a Tarvisio, prop del triangle fronterer d'Itàlia, Iugoslàvia i Àustria, on va tenir un paper clau en els esforços del Berihah per ajudar els jueus a escapar d'Europa cap a Palestina, un paper que molts dels seus membres continuarien després que la brigada es dissolgués. Entre els seus projectes hi havia l'educació i cura dels nens de Selvino. Més tard, els veterans de la Brigada Jueva havien de tenir un paper important en la fundació de les Forces de Defensa d'Israel (FDI).
Des del regiment de Palestina, dos escamots, un de jueu, sota el comandament del brigadier Ernest Benjamin, i un altre d'àrab, van ser enviats per unir-se a les forces aliades al front italià, i van participar en l'ofensiva final allà.
A més de jueus i àrabs de Palestina, en total a mitjans de 1944 els britànics havien reunit una força multiètnica formada per refugiats jueus europeus voluntaris (de països ocupats pels alemanys), jueus iemenites i jueus abissinis.

#### L'Holocaust i les quotes d'immigració

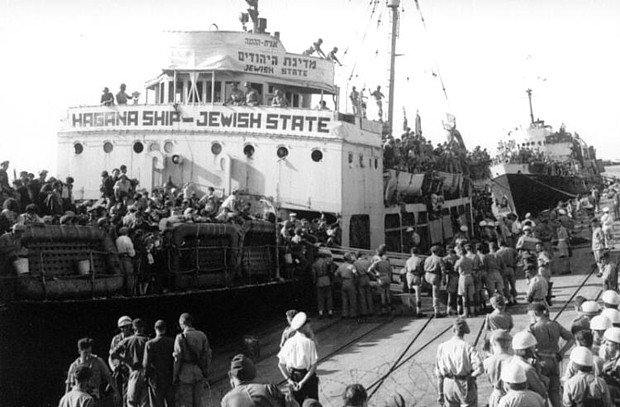
Vaixell de l'estat jueu, un dels diversos vaixells de la Haganah que transportaven immigrants jueus d'Europa, la majoria il·legals, al port de Haifa, Mandat britànic de Palestina, 1947.

Com a conseqüència del Llibre Blanc de 1939, els britànics van reduir el nombre d'immigrants admesos a Palestina. La Segona Guerra Mundial i l'Holocaust van començar poc després i un cop superada la quota anual de 15.000, els jueus que fugien de la persecució del nazisme eren internats en camps de detenció o deportats a llocs com el Maurici britànic.
A partir de 1939, una organització anomenada Mossad le'Aliyà Bet va encapçalar un esforç d'immigració clandestina anomenat Aliyà Bet. Desenes de milers de jueus europeus van escapar dels nazis amb barques i vaixells petits amb destinació a Palestina. La Royal Navy britànica va interceptar molts dels vaixells; altres no estaven en estat de navegar i van naufragar; una bomba col·locada per un agent de la Haganà al SS Patria, amb la intenció de deixar fora de servei el vaixell per evitar la deportació dels jueus cap a Maurici, va fer un forat al costat del buc i el van enfonsar, fet que causà la mort de 267 persones; dos vaixells més van ser enfonsats per submarins soviètics: la goleta a motor MV Struma va ser torpedinada i enfonsada al mar Negre per un submarí soviètic el febrer de 1942 amb la pèrdua de prop de 800 vides.Els últims vaixells de refugiats que van intentar arribar a Palestina durant la guerra van ser el Bulbul , Mefküre i Morina l'agost de 1944. Un submarí soviètic va enfonsar la goleta a motor Mefküre amb torpedes i obusos i els supervivents foren metrallats a l'aigua,fet que causà la mort d'entre 300 i 400 refugiats. La immigració il·legal es va reprendre després del final de la Segona Guerra Mundial, especialment per la Haganà, que transportà majoritàriament immigrants jueus il·legals durant el període 1945-47.
Després de la guerra, 250.000 refugiats jueus van quedar encallats en camps de persones desplaçades a Europa. Malgrat la pressió de l'opinió mundial, en particular les sol·licituds reiterades del president dels Estats Units, Harry S. Truman, i les recomanacions del Comitè d'Investigació Angloamericà perquè 100.000 jueus poguessin entrar immediatament a Palestina, els britànics van mantenir la prohibició d'immigrar.

#### Inici de la insurrecció sionista
Vegeu també: Insurgència jueva al Mandat de Palestina

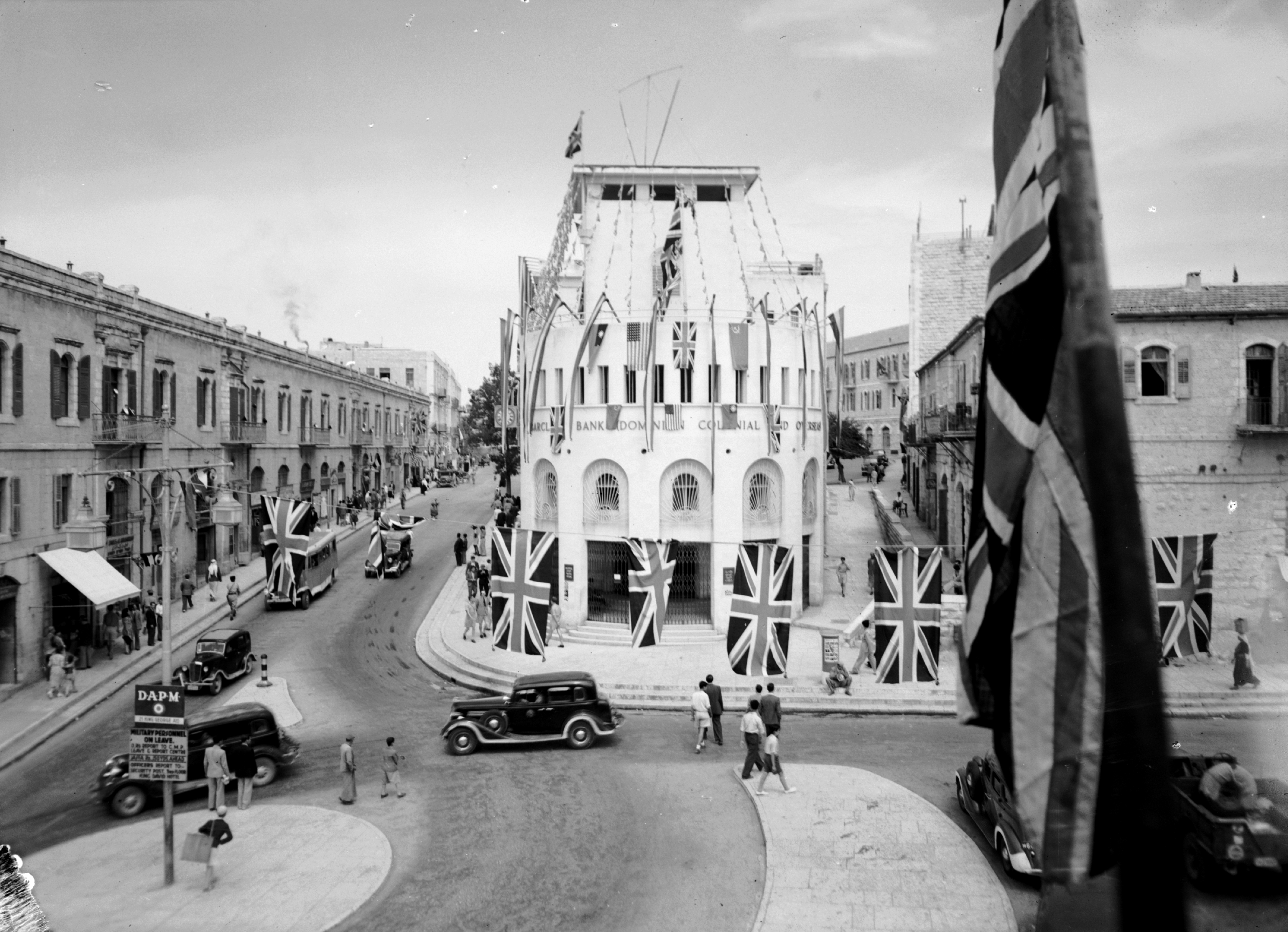
Jerusalem el Dia de la Victòria a Europa, 8 de maig de 1945

Els moviments jueus Lehi i Irgun van iniciar violents aixecaments contra el mandat britànic als anys quaranta. El 6 de novembre de 1944, Eliyahu Hakim i Eliyahu Bet Zuri de Lehi van assassinar al Caire Lord Moyne, ministre d'estat britànic per a l'Orient Mitjà. I alguns diuen que l'assassinat va convertir el primer ministre britànic Winston Churchill en contrari a la causa sionista. Després de l'assassinat de Lord Moyne, la Haganà va segrestar, interrogar i lliurar als britànics molts membres de l'Irgun ("La temporada de caça"), i l'Executiu de l'Agència Jueva per la Terra d'Israel va decidir una sèrie de mesures contra les "organitzacions terroristes" a Palestina. L'Irgun va ordenar als seus membres que no resistissin ni prenguessin represàlies amb violència, per tal d'evitar una guerra civil.

### Després de la Segona Guerra Mundial: la insurrecció i el pla de partició
Els Haganà, Irgun i el Lehi, les tres principals forces clandestines jueves, es van unir després per formar el Moviment de la Resistència Jueva i realitzar diversos atacs i bombardejos contra l'administració britànica. El 1946, l'Irgun va volar l'hotel King David de Jerusalem, l'ala sud del qual era la seu de l'administració britànica, i va matar 92 persones. Després de l'atemptat, el govern britànic va començar a internar immigrants jueus il·legals a Xipre. El 1948, el Lehi va assassinar Folke Bernadotte, el mediador de l'ONU, a Jerusalem. Yitshaq Xamir, futur primer ministre d'Israel, va ser un dels conspiradors.

El Pla de Partició de l'ONU

La publicitat negativa resultant de la situació a Palestina va fer que el Mandat es tornés molt impopular a la mateixa Gran Bretanya i va fer que el Congrés dels Estats Units retardés la concessió de préstecs vitals britànics per a la reconstrucció. El Partit Laborista britànic havia promès abans de les seves eleccions el 1945 permetre l'emigració massiva de jueus a Palestina, però va renegar d'aquesta promesa un cop va ocupar el càrrec. La militància jueva antibritànica va augmentar, i la situació va requerir la presència de més de 100.000 soldats britànics al país. Després de l'execució de tres homes de l'Irgun que havien participat en una operació contra la presó d'Acre, i la represàlia de l'Irgun en què va penjar dos sergents britànics a un bosc d'eucaliptus, prop de Netanya, els britànics van anunciar el seu desig de posar fi al mandat i de retirar-se a tot tardar a principis d'agost de 1948.
El Comitè d'Investigació Angloamericà el 1946 va ser un intent conjunt de la Gran Bretanya i els Estats Units d'acordar una política sobre l'admissió de jueus a Palestina. A l'abril, el Comitè va informar que els seus membres havien arribat a una decisió unànime. El Comitè va aprovar la recomanació estatunidenca de l'acceptació immediata de 100.000 refugiats jueus d'Europa a Palestina. També va recomanar que no hi hagués Estat àrab ni jueu. El Comitè va afirmar que "per disposar, d'una vegada per totes, de les reivindicacions exclusives dels jueus i els àrabs a Palestina, considerem essencial que s'hagi de fer una declaració clara de principi que els jueus no dominaran els àrabs i els àrabs no dominaran els jueus a Palestina". El president dels Estats Units, Harry S. Truman, va enfadar el govern britànic en emetre una declaració on donava suport als 100.000 refugiats, però es negava a reconèixer la resta de les conclusions del comitè. Gran Bretanya havia demanat ajuda als Estats Units per implementar les recomanacions. El Departament de Guerra dels Estats Units havia dit abans que per ajudar la Gran Bretanya a mantenir l'ordre contra una revolta àrab, seria necessari un compromís obert dels EUA de 300.000 soldats. L'admissió immediata de 100.000 nous immigrants jueus gairebé segur que hauria provocat un aixecament àrab.
Aquests esdeveniments van ser els factors decisius que van obligar a Gran Bretanya a anunciar el seu desig d'acabar amb el Mandat de Palestina i situar la Qüestió de Palestina davant les Nacions Unides, successora de la Societat de Nacions. L'ONU va crear l'UNSCOP (sigles en anglès del Comitè Especial de les Nacions Unides per a Palestina) el 15 de maig de 1947, amb representants d'11 països. L'UNSCOP va dur a terme audiències i va fer un estudi general de la situació a Palestina i va emetre el seu informe el 31 d'agost. Set membres (Canadà, Txecoslovàquia, Guatemala, Països Baixos, Perú, Suècia i Uruguai) van recomanar la creació d'estats àrabs i jueus independents, amb Jerusalem sota administració internacional. Tres membres (Índia, Iran i Iugoslàvia) van donar suport a la creació d'un únic estat federal que contingués estats constituents tant jueus com àrabs. Austràlia es va abstenir.
| «                                    | No és difícil entendre la posició àrab palestina. El 1947, els àrabs de Palestina constituïen una majoria de dos terços amb més d'1,2 milions de persones, en comparació amb els 600.000 jueus de Palestina. Moltes ciutats i ciutats amb majoria àrab palestina, com Haifa, van ser assignades a l'estat jueu. Jaffa, encara que nominalment formava part de l'estat àrab, era un enclavament aïllat envoltat per l'estat jueu. A més, els àrabs posseïen el 94% de la superfície total de Palestina i un 80% de les terres de conreu del país. Sobre la base d'aquests fets, els àrabs palestins es van negar a conferir a les Nacions Unides l'autoritat per dividir el seu país i donar-ne la meitat. | » |
| — Eugene Rogan, The Arabs: A History | |   |

El 29 de novembre de 1947, l'Assemblea General de l'ONU, amb 33 vots a favor, 13 en contra i 10 abstencions, va adoptar una resolució que recomanava l'adopció i implementació del Pla de Partició amb Unió Econòmica com a Resolució 181 (II), mentre feia alguns ajustos als límits entre els dos estats proposats per ella. La divisió havia d'entrar en vigor en la data en què es produís la retirada britànica. El pla de partició requeria que els estats proposats atorguessin drets civils plens a totes les persones dins de les seves fronteres, independentment de la raça, la religió o el gènere. L'Assemblea General de l'ONU només té el poder de fer recomanacions; per tant, l'UNGAR 181 no era legalment vinculant. Tant els Estats Units com la Unió Soviètica van donar suport a la resolució. Haití, Libèria i Filipines van canviar els seus vots en l'últim moment després de la pressió concertada dels Estats Units i de les organitzacions sionistes.Els cinc membres de la Lliga Àrab, que eren membres votants en aquell moment, van votar en contra del Pla.
L'Agència Jueva, que era l'estat jueu en formació, va acceptar el pla, i gairebé tots els jueus de Palestina es van alegrar amb la notícia. El pla de partició va ser rebutjat per la direcció àrab palestina i per la majoria de la població àrab.Reunida al Caire el novembre i desembre de 1947, la Lliga Àrab va adoptar llavors una sèrie de resolucions que avalaven una solució militar al conflicte.
Gran Bretanya va anunciar que acceptaria el pla de partició, però es va negar a fer-lo complir, argumentant que no va ser acceptat pels àrabs. Gran Bretanya també es va negar a compartir l'administració de Palestina amb la Comissió de Palestina de l'ONU durant el període de transició. El setembre de 1947, el govern britànic va anunciar que el Mandat per a Palestina acabaria a la mitjanit del 14 de maig de 1948.
Algunes organitzacions jueves també es van oposar a la proposta. El líder de l'Irgun Menachem Begin va anunciar: "La partició de la Pàtria és il·legal. Mai no es reconeixerà. La signatura per part d'institucions i persones de l'acord de partició no és vàlida. No vincularà el poble jueu. Jerusalem fou i serà per sempre la nostra capital. Eretz Israel serà restaurat al poble d'Israel. Tot ell i per sempre".

## Extinció del mandat

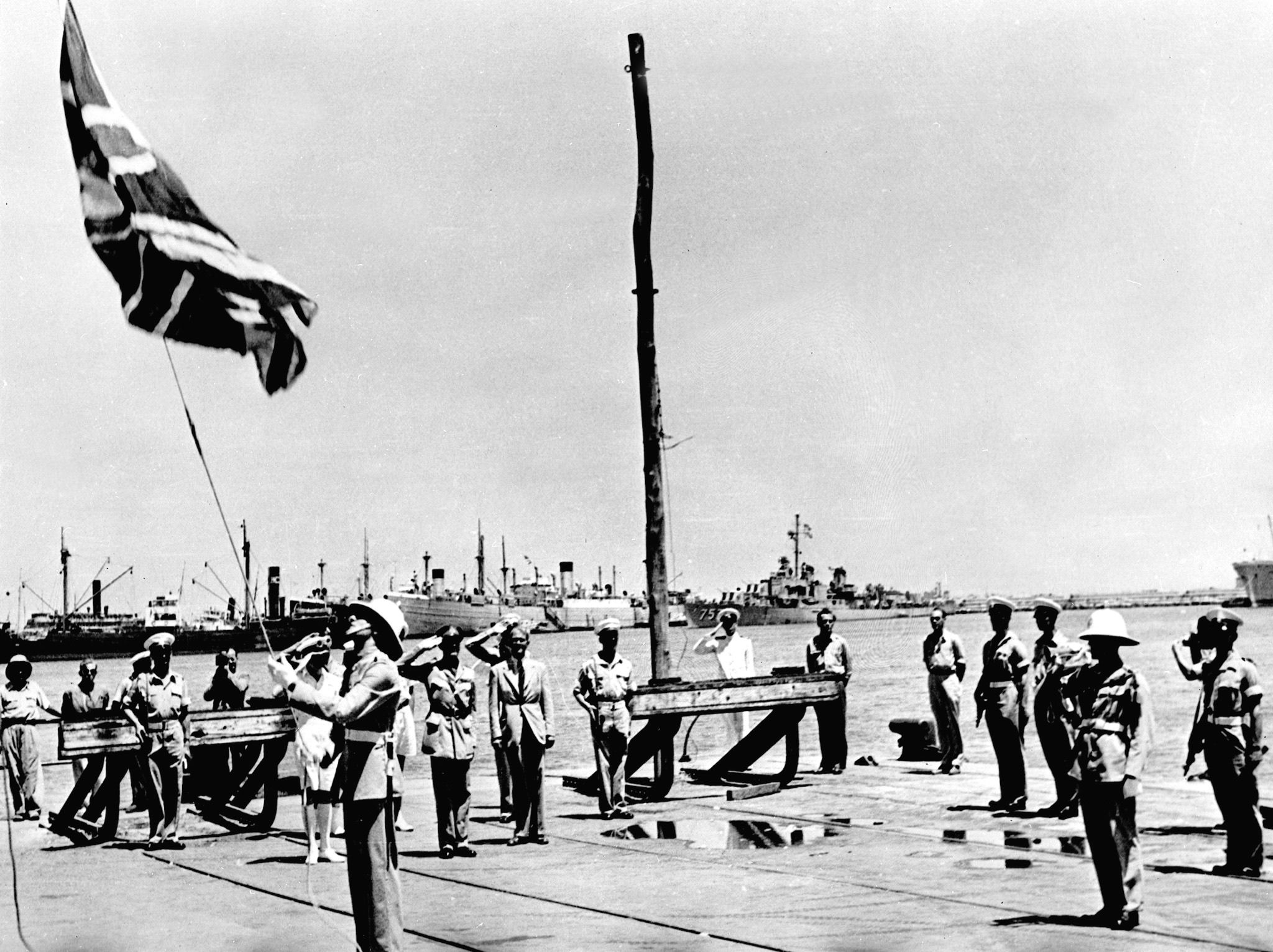
Tropes britàniques abandonant Haifa el 1948

Quan el Regne Unit va anunciar la independència de l'Emirat de Transjordània com a Regne Haiximita de Transjordània el 1946, l'Assemblea final de la Societat de Nacions i l'Assemblea General van adoptar resolucions per donar la benvinguda a la notícia. L'Agència Jueva es va oposar, tot al·legant que Transjordània era una part integral de Palestina, i que segons l'article 80 de la Carta de les Nacions Unides, el poble jueu tenia un interès assegurat en el seu territori.
Durant les deliberacions de l'Assemblea General sobre Palestina, es va suggerir que seria desitjable incorporar part del territori de Transjordània a l'estat jueu proposat. Uns dies abans de l'adopció de la Resolució 181 (II) el 29 de novembre de 1947, el Secretari d'Estat dels Estats Units Marshall va assenyalar que el Comitè Ad Hoc havia fet referències freqüents sobre la conveniència que l'Estat jueu tingués tant el Nègueb com una "sortida per al Mar Roig i el Port d'Aqaba".Segons John Snetsinger, Chaim Weizmann va visitar el president Truman el 19 de novembre de 1947 i va dir que era imprescindible que el Nègueb i el port d'Aqaba estiguessin dins de l'estat jueu. Truman va telefonar a la delegació dels Estats Units a l'ONU i els va dir que donava suport a la posició de Weizmann. Tanmateix, el memoràndum de Transjordània excloïa els territoris de l'Emirat de Transjordània de qualsevol assentament jueu.
Immediatament després de la resolució de l'ONU, va esclatar la guerra civil entre les comunitats àrab i jueva, i l'autoritat britànica va començar a trencar-se. El 16 de desembre de 1947, la força de policia de Palestina es va retirar de la zona de Tel-Aviv, llar de més de la meitat de la població jueva, i va lliurar la responsabilitat del manteniment de la llei i l'ordre a la policia jueva.A mesura que avançava la guerra civil, les forces militars britàniques es van retirar gradualment de Palestina, tot i que ocasionalment van intervenir a favor de qualsevol dels bàndols. Moltes d'aquestes zones es van convertir en zones de guerra. Els britànics van mantenir una forta presència a Jerusalem i Haifa, tot i que Jerusalem va quedar assetjada per les forces àrabs i es va convertir en l'escenari de ferotges combats, encara que de tant en tant els britànics van intervenir en els combats, en gran part per assegurar les seves rutes d'evacuació, fins i tot proclamant la llei marcial i fent complir treves. La força de policia de Palestina va romandre en gran part inoperativa i es van retirar els serveis governamentals com ara el benestar social, el subministrament d'aigua i els serveis postals. El març de 1948, tots els jutges britànics a Palestina van ser enviats de tornada a Gran Bretanya. L'abril de 1948, els britànics es van retirar de la major part d'Haifa, però van conservar un enclavament a la zona del port per ser utilitzat en l'evacuació de les forces britàniques, i van retenir la RAF Ramat David, una base aèria propera a Haifa, per cobrir la seva retirada, i deixaren darrere d'una policia voluntària per mantenir l'ordre. La ciutat va ser ràpidament capturada per la Haganà a la batalla de Haifa. Després de la victòria, les forces britàniques a Jerusalem van anunciar que no tenien cap intenció de supervisar cap administració local però també que no permetrien accions que dificultessin la retirada segura i ordenada de les seves forces; els tribunals militars jutjarien qualsevol que interferís en els plans britànics. Tot i que en aquell moment l'autoritat britànica a la major part de Palestina s'havia trencat, amb la major part del país en mans de jueus o àrabs, el bloqueig aeri i marítim britànic de Palestina es va mantenir al seu lloc. Si bé els voluntaris àrabs van poder creuar les fronteres entre Palestina i els estats àrabs circumdants per unir-se als combats, els britànics no van permetre que els exèrcits regulars dels estats àrabs circumdants travessessin cap a Palestina.
Els britànics havien notificat a l'ONU la seva intenció de posar fi al mandat a tot tardar l'1 d'agost de 1948.En resposta, el president Harry S. Truman va fer una declaració el 25 de març on proposava la tutela de l'ONU en lloc de la partició , afirmant que "malauradament, ha quedat clar que el pla de partició no es pot dur a terme en aquest moment per mitjans pacífics... tret que es prenguin mesures d'emergència, no hi haurà cap autoritat pública a Palestina en aquella data capaç de preservar la llei i l'ordre. La violència i el vessament de sang descendiran sobre Terra Santa. Els combats a gran escala entre la gent d'aquest país seran el resultat inevitable."El Parlament britànic va aprovar la legislació necessària per acabar amb el Mandat amb el projecte de llei de Palestina, que va rebre la sanció reial el 29 d'abril de 1948.

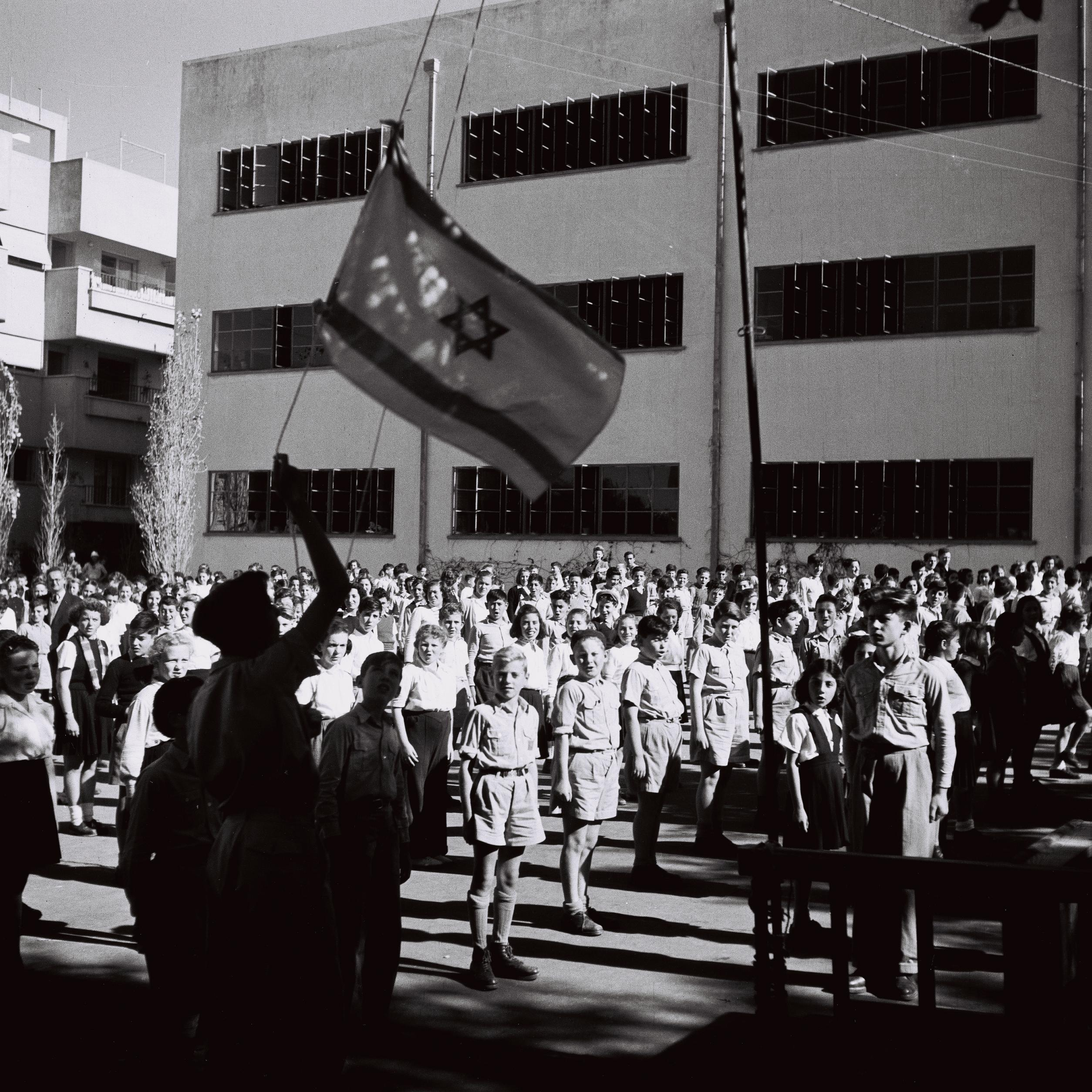
Hissada de la bandera del Yixuv a Tel-Aviv, 1 de gener de 1948

El 14 de maig de 1948, les úniques forces britàniques que quedaven a Palestina eren a la zona de Haifa i a Jerusalem. Aquell mateix dia, la guarnició britànica de Jerusalem es va retirar, i l'últim alt comissari, el general Sir Alan Cunningham, va abandonar la ciutat cap a Haifa, on havia d'abandonar el país per mar. Els dirigents jueus, encapçalats pel futur primer ministre, David Ben-Gurion, van declarar l'establiment d'un Estat jueu a Eretz-Israel, conegut com a Estat d'Israel,la tarda del 14 de maig de 1948 (5 d'iar del 5708 del calendari hebreu), que entraria en vigor en el moment de la terminació del mandat a mitjanit. També el dia 14, el Govern Provisional d'Israel va demanar al govern dels Estats Units el reconeixement, a les fronteres especificades en el Pla de Partició de l'ONU.Els Estats Units van respondre immediatament, i van reconèixer "el govern provisional com l'autoritat de facto".
A la mitjanit del 14/15 de maig de 1948 va expirar el Mandat per a Palestina i va néixer l'Estat d'Israel. El govern de Palestina va deixar d'existir formalment, l'estatus de les forces britàniques encara en procés de retirada de Haifa va canviar a ocupants de territori estranger, la força de policia de Palestina es va retirar formalment i es va dissoldre, i el personal restant fou evacuat juntament amb les forces militars britàniques. Es va aixecar el bloqueig britànic de Palestina i tots els que havien estat ciutadans palestins van deixar de ser persones protegides britàniques, atès que els passaports del Mandat britànic de Palestina ja no oferien protecció britànica. L'èxode palestí de 1948 va tenir lloc abans i després del final del mandat
Durant els dies següents, aproximadament 700 soldats libanesos, 1.876 sirians, 4.000 iraquians i 2.800 egípcis van travessar les fronteres cap a Palestina, fet que començà la guerra àrab-israeliana de 1948Al voltant de 4.500 tropes transjordanes, comandades en part per 38 oficials britànics que havien renunciat a les seves destinacions a l'exèrcit britànic només unes setmanes abans, inclòs el comandant general, el general John Bagot Glubb, van entrar a la regió del Corpus separatum que abastava Jerusalem i els seus voltants (en resposta a l'Operació Forca de la Haganà)  i es va traslladar a zones designades com a part de l'estat àrab pel pla de partició de l'ONU. La guerra, que havia de perllongar-se fins al 1949, contemplaria l'expansió d'Israel fins a abastar al voltant del 78% del territori de l'antic mandat britànic, mentre Transjordània s'apoderava i posteriorment s'annexava Cisjordània i el Regne d'Egipte s'apoderava de la Franja de Gaza. Amb la fi del Mandat, les tropes britàniques que quedaven a Israel es van concentrar en un enclavament a la zona del port de Haifa, a través del qual s'anavan retirant, i a la RAF Ramat David, que es va mantenir per cobrir la retirada. Els britànics van lliurar la RAF Ramat David als israelians el 26 de maig i el 30 de juny les darreres tropes britàniques van ser evacuades de Haifa. La bandera britànica es va arriar de l'edifici administratiu del port de Haifa, la bandera israeliana es va hissar al seu lloc, i la zona del port d'Haifa es va lliurar formalment a les autoritats israelianes en una cerimònia.

## Població del Mandat britànic de Palestina

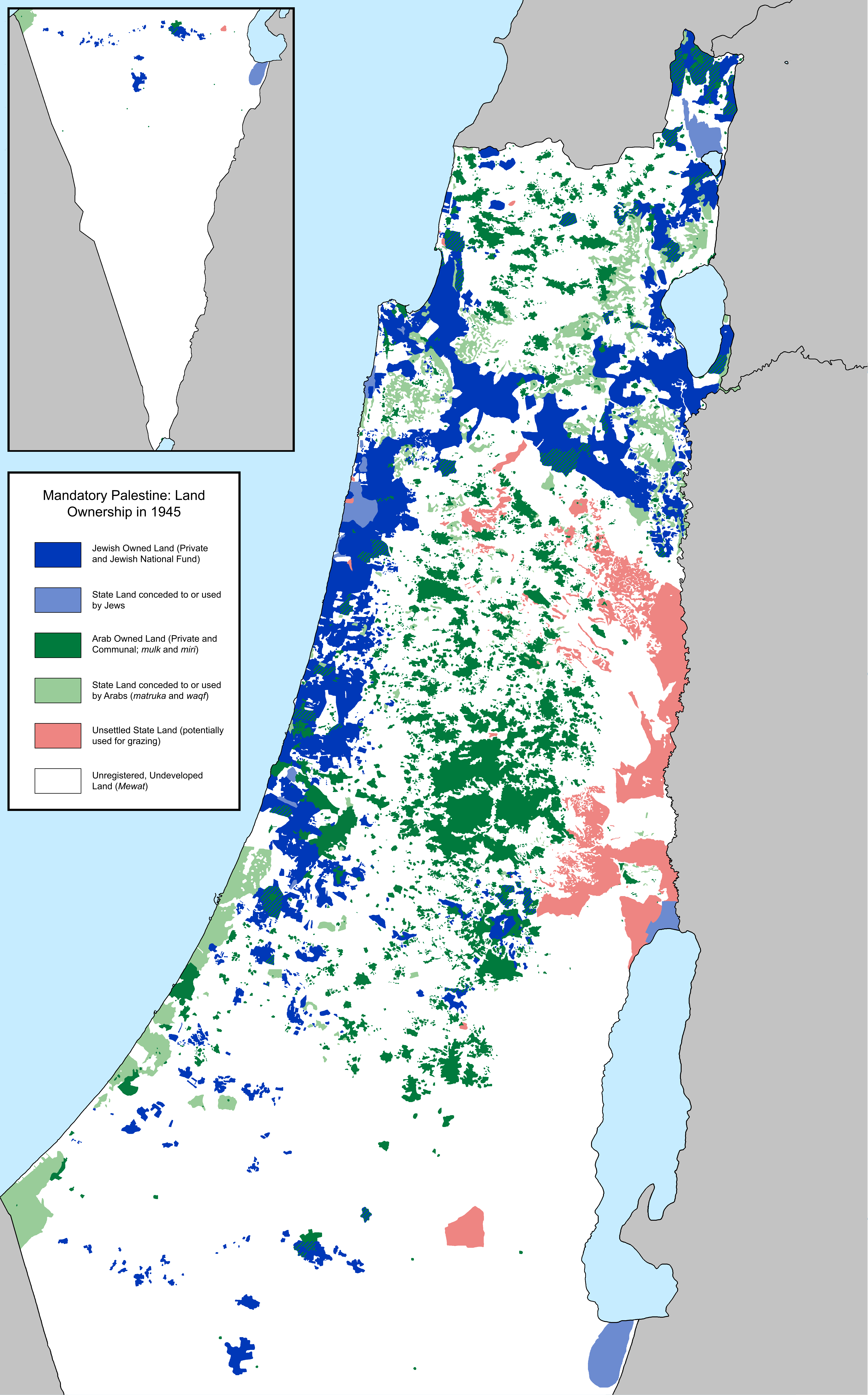
Propietat de la terra a la Palestina del Mandat Britànic el 1945

El 23 d'octubre de 1922, els britànics van elaborar el primer cens de la regió, que es refereix a ambdós costats del riu Jordà. Aquest cens mostrava una xifra total de 757.182 habitants, dels quals 590.890 (78,03% del total) eren musulmans sunnites, 83.694 (11,06%) jueus, 73 024 (9,64 %) eren cristians, 7028 (0,92 %) eren drusos, 163 (0,02 %) eren samaritans, 265 (0,03%) eren bahaís, 156 (0,02%) eren musulmans xiïtes, 1454 (0,19 %) eren hindús i 808 (0,05%) eren sikhs (la presència d'aquests dos últims grups religiosos estava relacionada amb la pròpia presència de l'exèrcit britànic a la zona). La major part de les poblacions jueva i cristiana es concentrava al Districte de Jerusalem-Jaffa.
Segons l'informe Hope Simpson d'octubre de 1930, l'estimació de la població palestina, basada en aquest cens, era de 486.177 musulmans, 83.790 jueus, 71.464 cristians i 7617 religions, amb un total de 649.048 habitants.Després del segon cens de 1931, la població havia augmentat fins a 1.035.821 habitants, dels quals 759.712 eren musulmans, 174.610 jueus, 91.398 cristians i 9148 drusos, 350 bahaís, 182 samaritans i 421 qualificats com a "sense religió" No hi va haver més censos, però les estadístiques es van conservar registrant els naixements, les defuncions i la immigració. Algunes dades com la immigració il·legal només es poden calcular de manera aproximada. El 1945, l'estudi demogràfic mostrava que la població era ja d'1.764.520 habitants, que incloïen 1.061.270 musulmans, 553.600 jueus, 135.550 cristians i 14.100 d'altres religions.
| Any  | Total     | Musulmans        | Jueus          | Cristians     | Altres       |
| ---- | --------- | ---------------- | -------------- | ------------- | ------------ |
| 1922 | 649 048   | 486 177 (75 %)   | 83 790 (13 %)  | 71 464 (11 %) | 7617 (1 %)   |
| 1931 | 1 035 821 | 759 712 (74 %)   | 174 610 (17 %) | 91 398 (9 %)  | 10 101 (1 %) |
| 1945 | 1 764 520 | 1 061 270 (60 %) | 553 600 (31 %) | 135 550 (8 %) | 14 100 (1 %) |

## Govern
El cap del govern de mandat s'anomenava Alt Comissionat. El primer alt comissari va ser el jueu Herbert Samuel. El seu adjunt i adjunt de l'alt comissionat s'anomenava secretari en cap del govern del Mandat i en el funcionament diari era responsable de tota l'activitat administrativa del govern. L'alt comissionat era l'apoderat del rei i, per tant, era nomenat al capdavant del govern, tant militar com civil. Pràcticament estava subordinat a l'oficina colonial britànica i al ministre de colònies com a representant del rei. L'autoritat de l'Alt Comissionat incloïa l'emissió de decrets, ordres i reglaments dissenyats per regular el govern i la vida dels ciutadans. A més, era el comissari autoritzat per al nomenament de jutges.

### Llista d'Alts Comissionats
1. Sir Herbert Samuel (1920–1925)
2. Lord Herbert Plummer (1928-1925)
3. John Chancellor (1928-1931)
4. Arthur Walkup (1931-1938)
5. Harold MacMichael (1938-1944)
6. John Verker, 6è vescomte de Gort (Lord Gort) (1944)
7. Alan Cunningham (1945-1948)

### Divisió administrativa

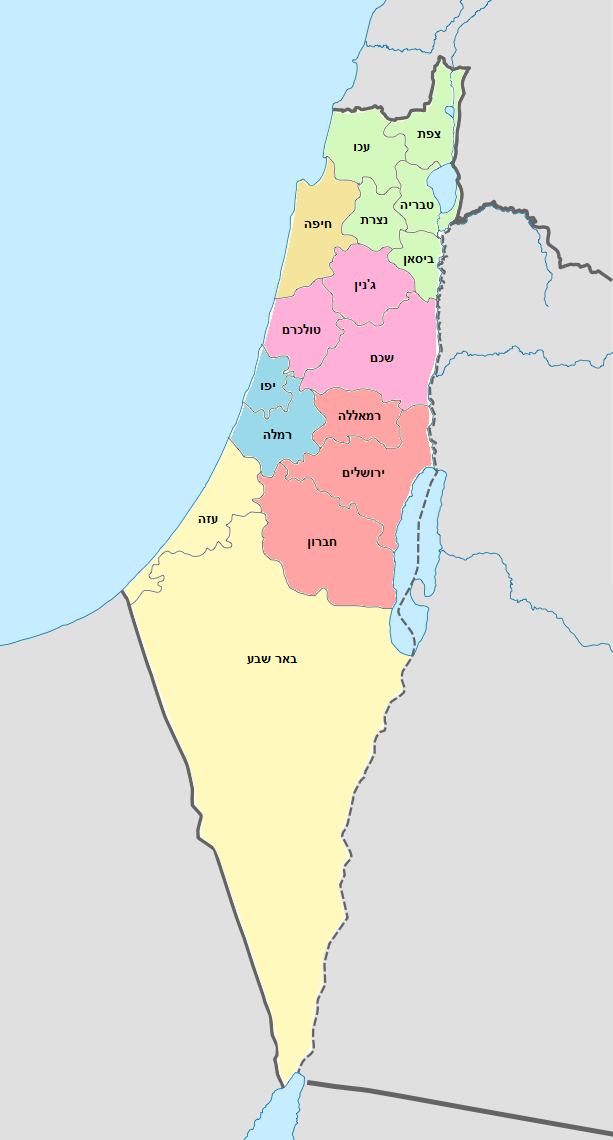
Divisió administrativa en districtes i districtes durant el període de mandat

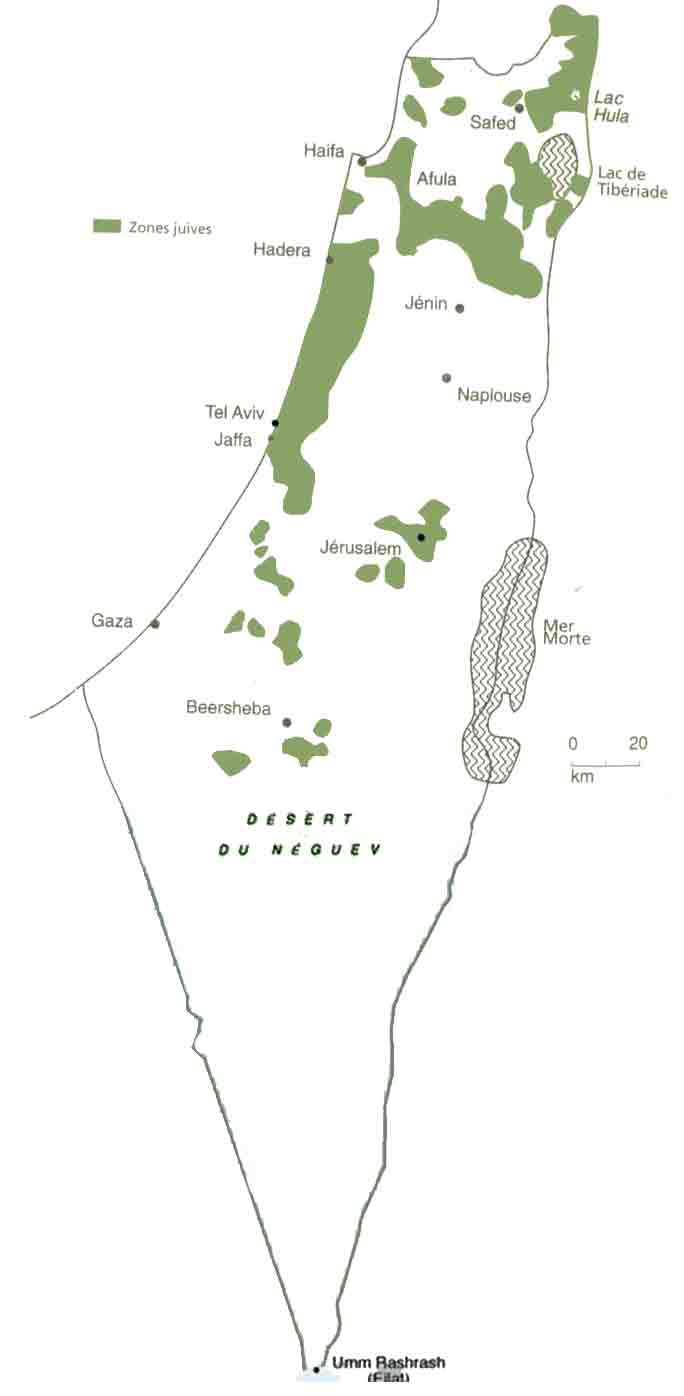
Disposició del yixuv el 1947

Durant el període del Mandat, el país es va dividir en districtes les fronteres dels quals de vegades canviaven. L'última divisió és del 1946 i va establir sis districtes i 16 sub-districtes:
| - Districte de Galilea - Subdistricte de Safet - Subdistricte d'Acre - Subdistricte de Tiberíades - Subdistricte de Natzaret - Subdistricte de Beisan - Districte de Haifa - Subdistricte de Haifa | - Districte de Samària - Governació de Jenin - Subdistricte de Tulkarm - Governació de Nablus - Districte de Lydda - Subdistricte de Jaffa - Subdistricte de Ramle | - Districte de Jerusalem - Subdistricte de Jerusalem - Subistricte de Ramal·lah - Subdistricte d'Hebron - Districte de Gaza - Subdistricte de Gaza - Districte de Beerxeba |

Cada districte era gestionat pel governador de districte (comissari de districte) que normalment era un oficial de l'Exèrcit Britànic.
Cada districte va rebre el nom de la seva ciutat central,i era gestionat pel comissari adjunt de districte que era assistit per l'oficial de districte. L'oficial regional era àrab o jueu, segons la majoria ètnica que formava la població del districte.

## Organització de l'assentament jueu (yixuv) durant el Mandat
El període del Mandat va ser un període de conformació de l'assentament jueu i la seva organització. L'assentament s'organitzà de tal manera que, al final del Mandat, moltes de les institucions necessàries per al funcionament d'un estat independent ja existien i feia anys que funcionaven. Aquests són diversos tipus d'institucions:
- Institucions seleccionades: el 1927 les institucions jueves seleccionades van ser aprovades amb el nom col·lectiu "Knésset d'Israel". Es tractava de tres institucions: l'"Assemblea dels Electes", una mena de parlament dels jueus del país, el "Comitè Nacional" - el braç executiu de l'Assemblea de Representants Electes i el "Gran Rabinat". Aquests òrgans s'ocupaven de totes aquelles qüestions necessàries per regular el dia a dia, com els socors, l'educació, la cultura i els serveis religiosos.

- L'Agència Jueva: Segons la Declaració Balfour, el govern britànic mantindrà converses amb una "agència adequada" dels jueus del món. L'any 1929 es va establir un organisme representatiu anomenat "Agència Jueva", que unia diversos organismes existents com el "Comitè de Diputats", l'"Oficina de la Terra d'Israel", el "Comitè Executiu Sionista" i més. L'Agència Jueva actuava especialment en les àrees d'immigració, absorció i assentament, i era una mena de "ministeri d'Afers Exteriors" de l'estat en camí.

- La Histadrut - L' any 1920 es va establir la "Federació General de Treballadors de la Terra d'Israel" (Histradut). El seu paper era doble. Primer, servia com a sindicat fort per al treballador jueu. En segon lloc, va crear fonts d'ocupació i moltes entitats econòmiques com empreses constructores, una companyia d'assegurances, una editorial de diaris, etc., que eren necessàries per al desenvolupament del país i per a la creació d'ocupació. La Histadrut també s'encarregava del benestar dels treballadors (a través de la "Mish'an) i de la seva salut (a través de la caixa d'assegurança general de salut).

- La Haganà - malgrat l'important paper històric de les altres organitzacions clandestines, la principal contribució a la construcció del poder militar del país al llarg del camí va ser la de la "Haganà" clandestina, que va ser el bloc de construcció principal a partir del qual es van construir les Forces de Defensa d'Israel. després de la constitució de l'estat.